# Kulwant Roy

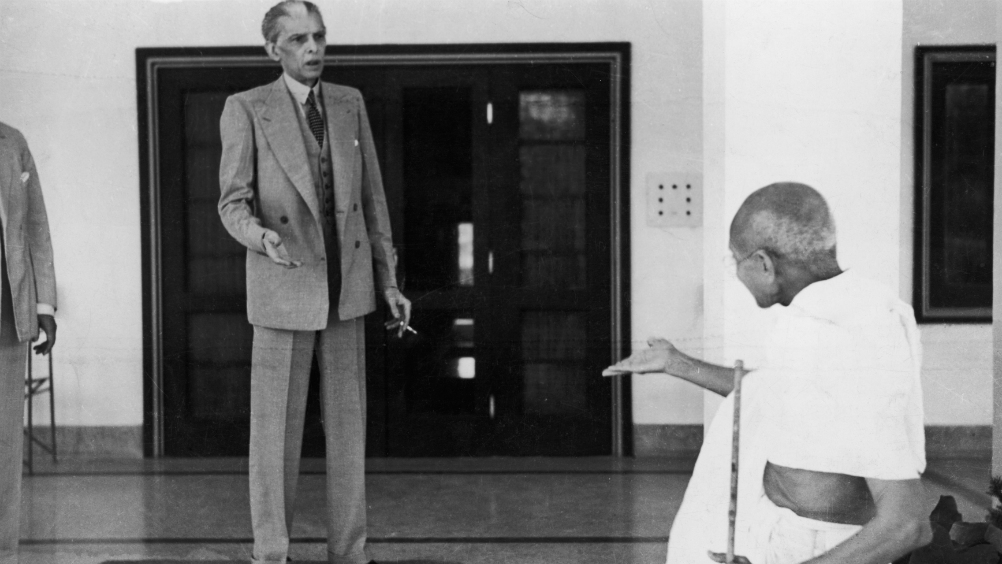
Mahátma Gándhí a Džinnáh ve vzrušeném rozhovoru; známá fotografie nedávno připsaná Kulwantu Royovi

Kulwant Roy (1914, Bagli Kalan, Ludhijána, Pandžáb, Britská Indie – 1984) byl indický fotograf. Jako vedoucí agentury s názvem „Associated Press Photographs“ byl osobně zodpovědný za několik ikonických obrazů indického hnutí za nezávislost a prvních let Indické republiky.

## Životopis

### Indické hnutí za nezávislost
Kulwant Roy se narodil v roce 1914 a vyrostl v Láhauru, než vstoupil do Royal Indian Air Force, kde se specializoval na leteckou fotografii. Po propuštění z RIAF se vrátil do Láhauru, ale v roce 1940 se přestěhoval do Dillí, kde si ve čtvrti Mori Gate ve Starém Dillí založil studio, které se později rozrostlo na plnohodnotnou agenturu. Několik let předtím sledoval Mahátmu Gándhího na jeho cestách po Indii v kupé třetí třídy; tato zkušenost mu umožnila získat status zasvěcence, což znamenalo, že mohl zaznamenat mnoho zásadních událostí a hlavních účastníků hnutí za nezávislost, včetně generálního guvernéra Muhammada Alího Džinnáha, indického premiéra Nehrua nebo právníka a politika Patela.
Mezi jeho nejikoničtější fotografie patří jedna s Džinnáhem, jak se hádá s Gándhím na verandě jeho bungalovu; normálně připisovaný archivu Hulton-Getty, ale nedávno bylo zjištěno, že to byla jedna z mnoha, které pořídil Roy. Mezi další patří podobně známá fotografie Nehrua a Abdulghaffára Chána, kteří jdou jako zástupci AICC na setkání s misí kabinetu, zatímco vedle nich jede rikša vezoucí Patela. Fotografie Nehrúa a Patela, jak napjatě poslouchají Gándhího na zasedání Kongresového pracovního výboru, byla po Patelově smrti v roce 1950 vydána jako pamětní známka; získala stříbrnou plaketu od Amrita Bazar Patrika jako nejlepší zpravodajská fotografie roku.

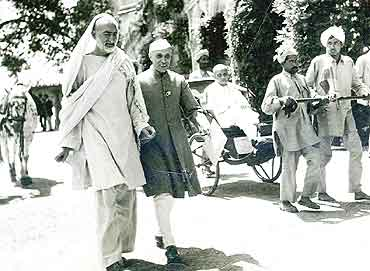
Abdulghaffár Chán a Džaváharlál Néhrú jdou na schůzku Kongresu, zatímco Sardár Vallabhbháí Patél jede vedle nich v rikše. Royův přístup mu poskytl dostatek příležitostí pro neformální fotografie.

### Po získání nezávislosti
Po získání nezávislosti v roce 1947 Roy pokračoval ve fotografování zejména Nehrua, přičemž pořídil několik fotografií rodiny Nehru-Gandhi a jednoho Nehrua sedícího zamyšleně v kriketových flanelách s bradou položenou na pálce. Také v 50. letech 20. století jako jeden z prvních zdokumentoval putování poutníků do jeskyně v Amarnath v Kašmíru.

### Pozdější roky a smrt
V roce 1958 sbalil ateliér a vydal se na cestu kolem světa. Po tři roky téměř nepřetržitě fotografoval, navštívil více než třicet zemí a každý měsíc posílal negativy z předchozího měsíce zpět do své kanceláře v Indii. Když se v roce 1961 vrátil, ke své hrůze zjistil, že všechny balíčky byly ukradeny. Po celá léta potom trávil víkendy projížděním po skládkách odpadků v Dillí a ztracené negativy hledal.
Zemřel v Novém Dillí v roce 1984. Pracoval až do konce svého života; v době své smrti na rakovinu vyvolával negativy Sedmé konference hnutí nezúčastněných.
Své dochované fotografické negativy a archivy zanechal svému synovci. Tato sbírka je v procesu skenování a organizování a údajně obsahuje obrázky vyčerpávajícím způsobem zachycující většinu hlavních incidentů toho období, včetně mise Cripps a soudních procesů INA; po nezávislosti zahrnují sérii dokumentující vývoj přehrady Bhakra-Nangal a fotografie z fronty čínsko-indické války.

## Výstavy a publikace

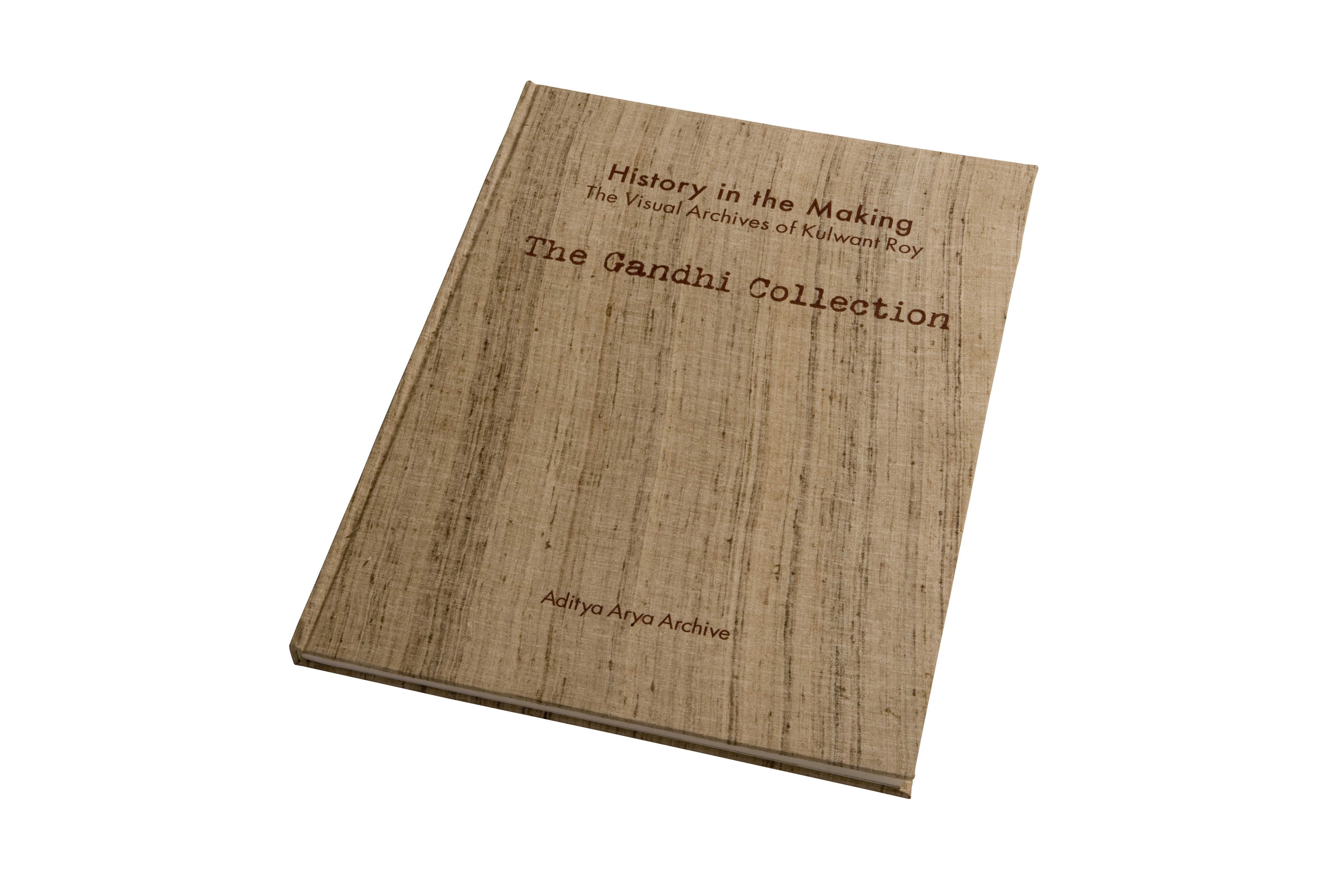
History in the Making, Visual Archives of Kulwant Roy-Gandhi Collection

Nadace India Photo Archive Foundation vystavuje ve svém muzeu fotografie Kulwanta Roye a ve spolupráci s dalšími jeho díly organizuje výstavy. Pozoruhodné příklady tohoto jsou; výstava prací Kulwanta Roye, která se konala v Dillí v Národním centru umění Indiry Gandhiové (IGNCA) v říjnu 2008. Výstava fotografií z publikace „History in the Making – The Visual Archives of Kulwant Roy“ (knihu napsal Aditya Arya a Invindar Kamtekar na základě fotografií Roye), byl organizován ve spolupráci s Indian Council for Cultural Relations a India Canada Association na třech místech v Kanadě v červnu 2009: 5. Parallel Gallery, Riddell Center, University of Regina; George Bothwell Dunlop Art Gallery, Regina and Simon Fraser University, Vancouver, Gandhi Memorial Center, Washington, DC uspořádalo výstavu fotografií z téže knihy, sponzorovanou Indickou radou pro kulturní vztahy a v spolupráce s indickým velvyslanectvím Indie v říjnu 2009, krátce po křtu knihy „History in the Making“ uspořádala galerie Piramal Art Gallery v Národním centru múzických umění v Bombaji v dubnu 2010 výstavu Royových děl, výstava „Where Three Dreams Cross, 150 Years of Photography from India, Pakistan and Bangladesh“ v londýnské Whitechapel Gallery v dubnu 2011 představila některé vybrané snímky ze sbírky Kulwanta Roye a výstavu Royových dílo s názvem 'The Visual Archives of Kulwant Roy' se konalo v Národní galerii moderního umění (NGMA), New Delhi, která byla slavnostně otevřena 14. listopadu 2012.
Křest a výstava knihy History in the Making – The Visual Archives of Kulwant Roy byla uspořádána v Teen Murti v New Delhi v dubnu 2010. Paní. Jako speciální host byla při této příležitosti pozvána Gursharan Kaur, manželka indického premiéra Manmohanna Singha. „Historie ve vytváření – Vizuální archivy Kulwanta Roye“ byla spuštěna v Mayfair's Nehru Center, Londýn vysokým komisařem Indie v květnu 2010. Křest knihy a výstava Historie ve výrobě – Vizuální archivy Kulwanta Roye se konaly v Morlaix France v září 2010. Sběratelskou edici nazvanou History in the Making, Visual Archives of Kulwant Roy-Gandhi Collection vydala nadace India Photo Archive v nákladu pouhých 200 výtisků. Kromě toho byl o sbírce jeho fotografií natočen i krátký film.

## Galerie

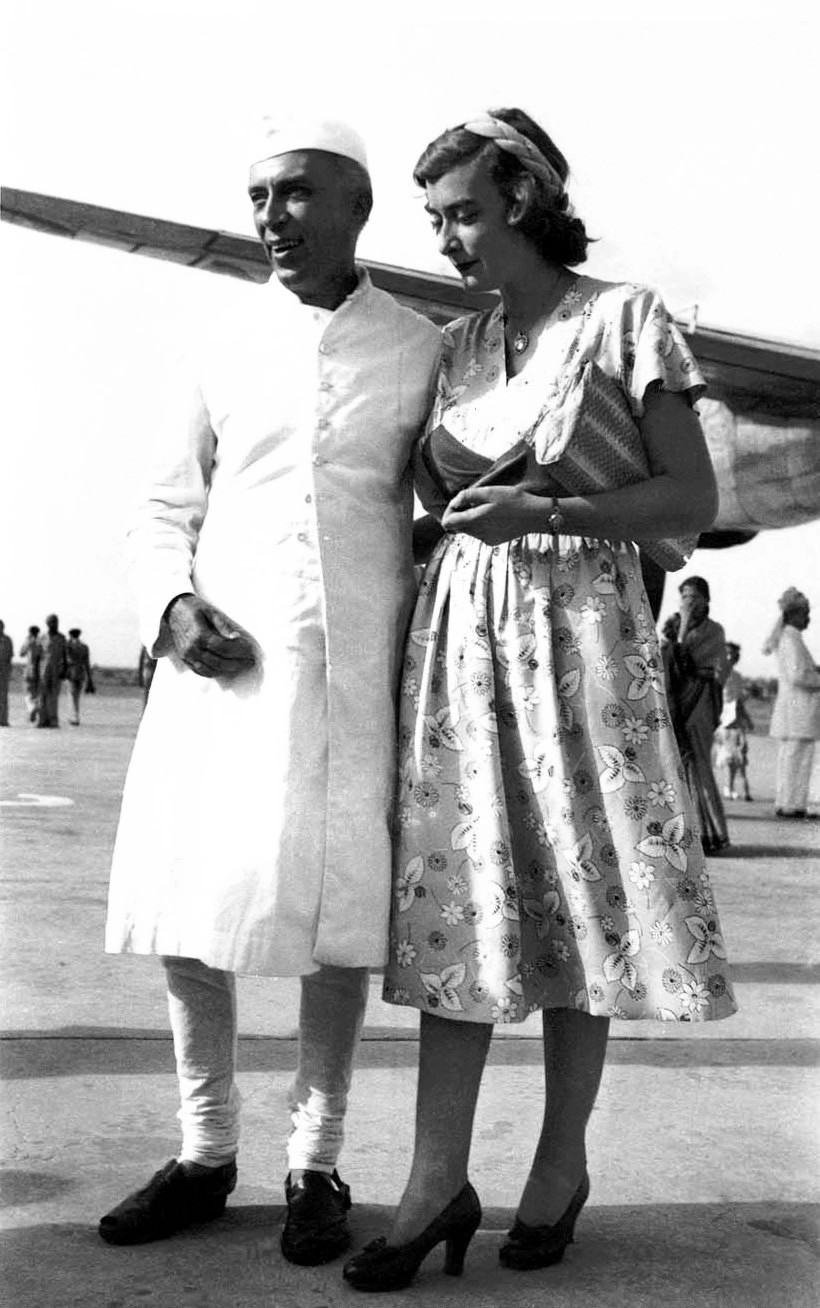
Nehru a Pamela Mountbattenová
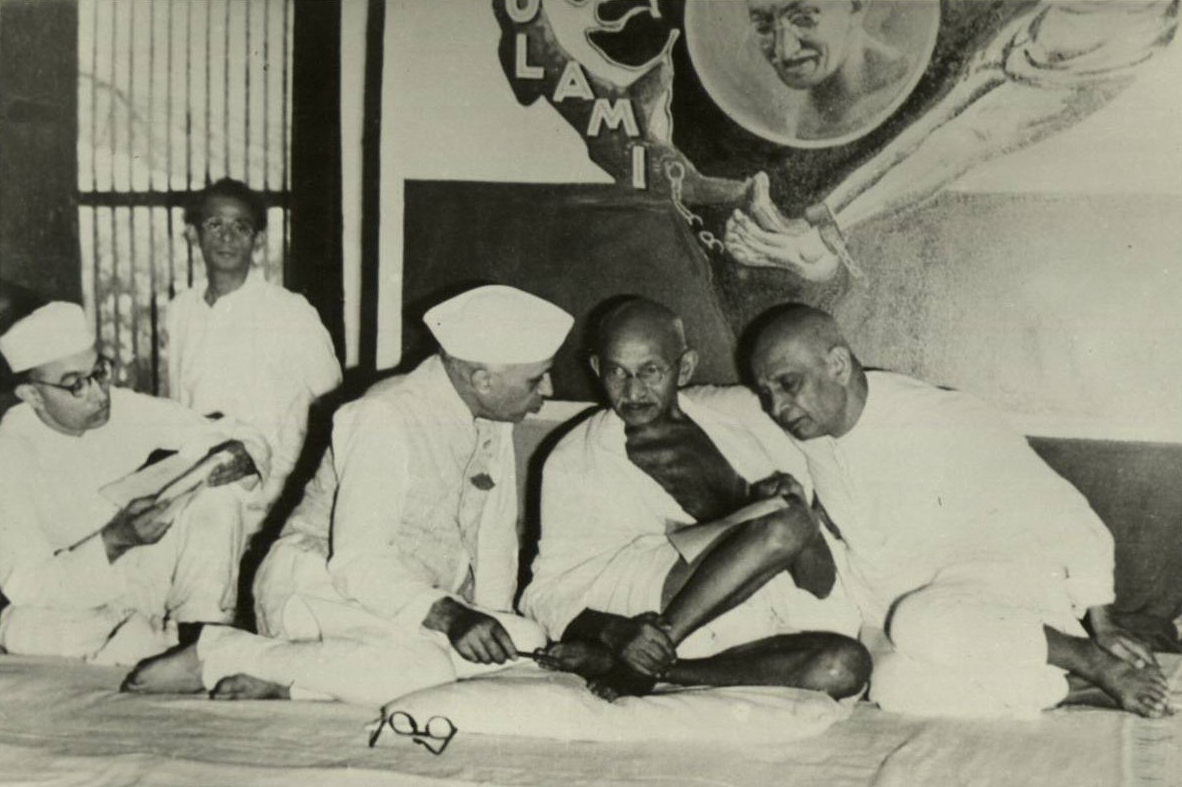
Gándhí a Pátel
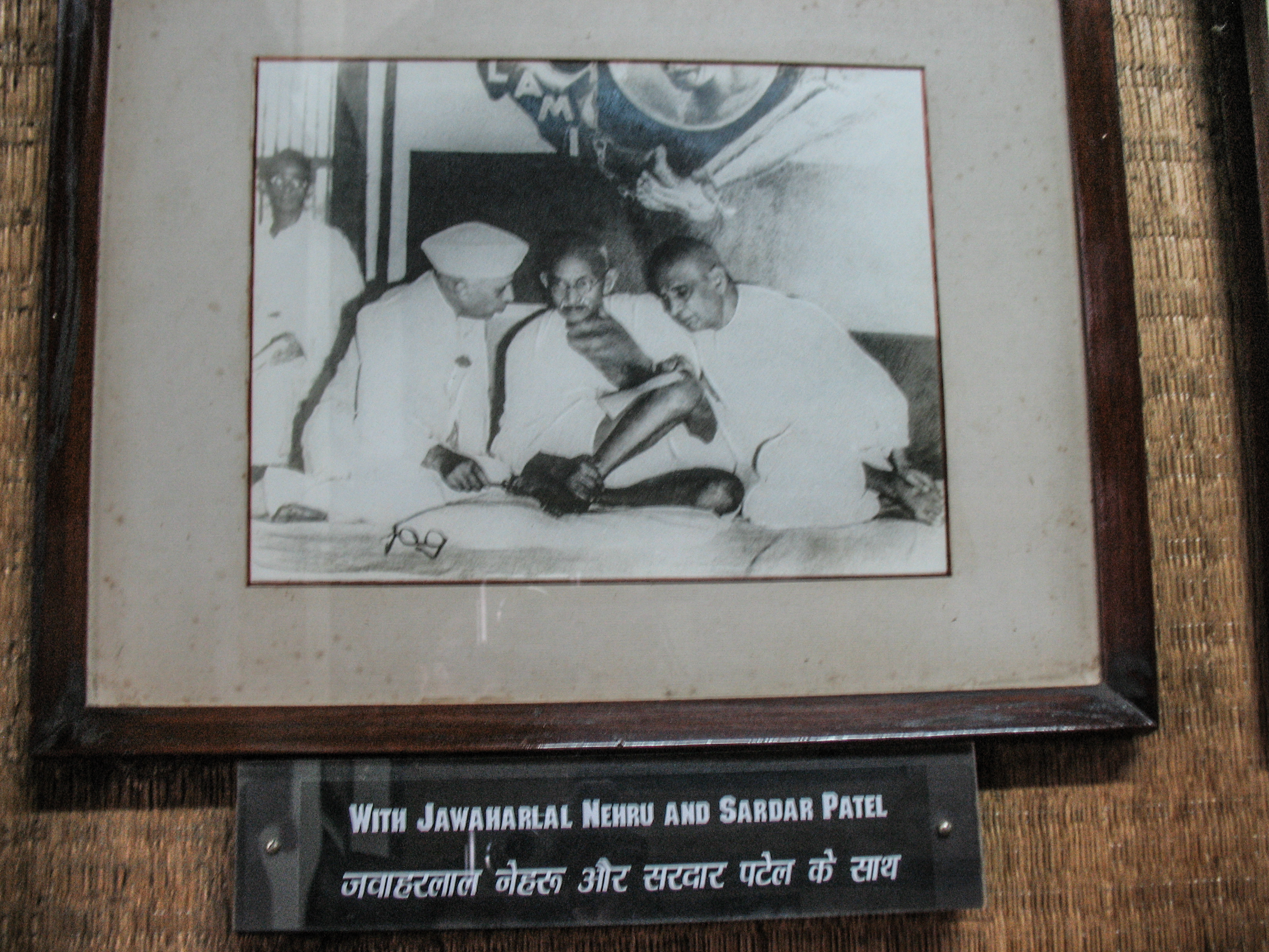
Gándhí v expozici muzea
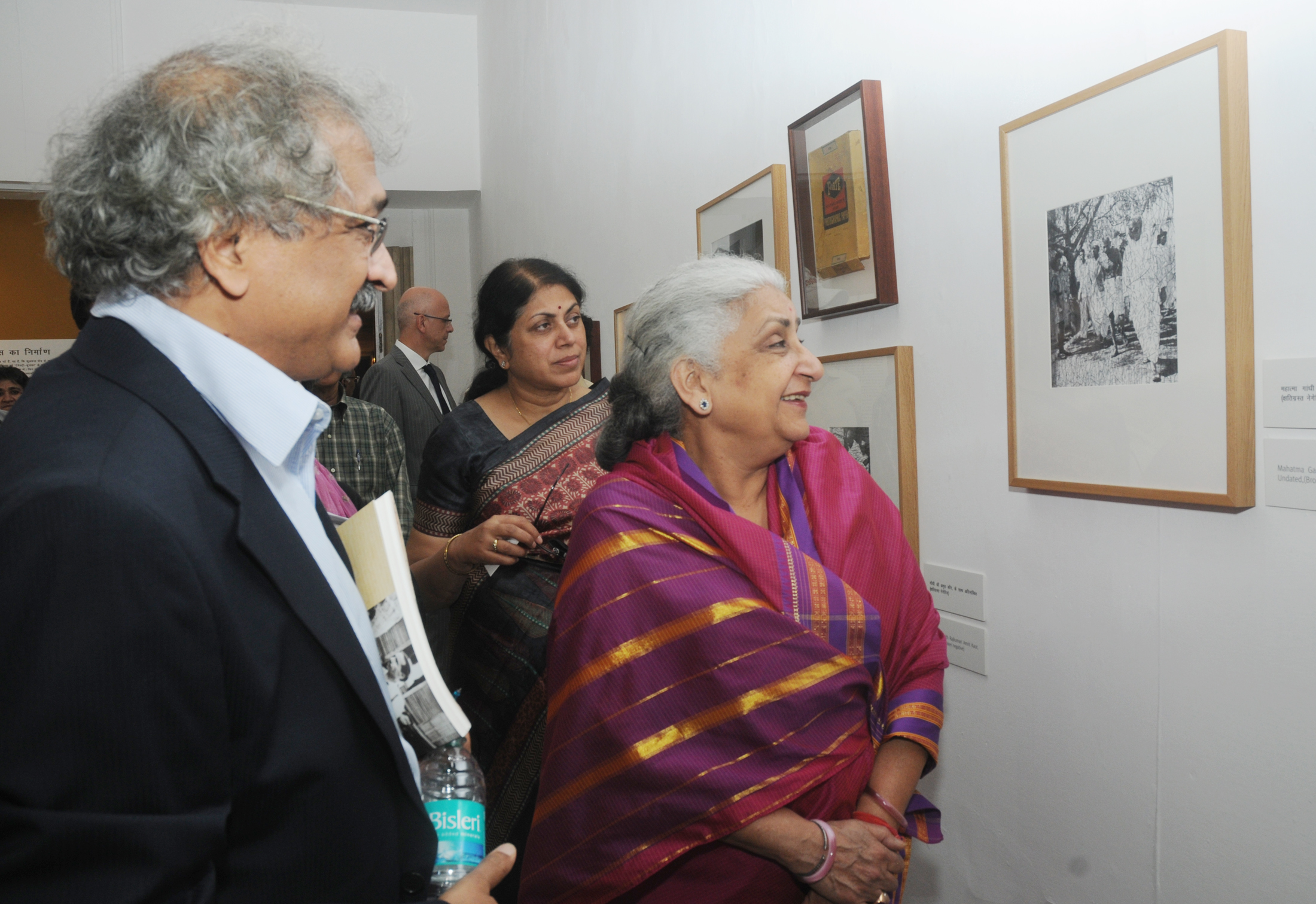
Ministryně kultury Chandresh Kumari Katochová při zahájení výstavy Visual Archives of Kulwant Roy v Novém Dillí dne 14. listopadu 2012. Vlevo je tajemník MK Sangita Gairola.
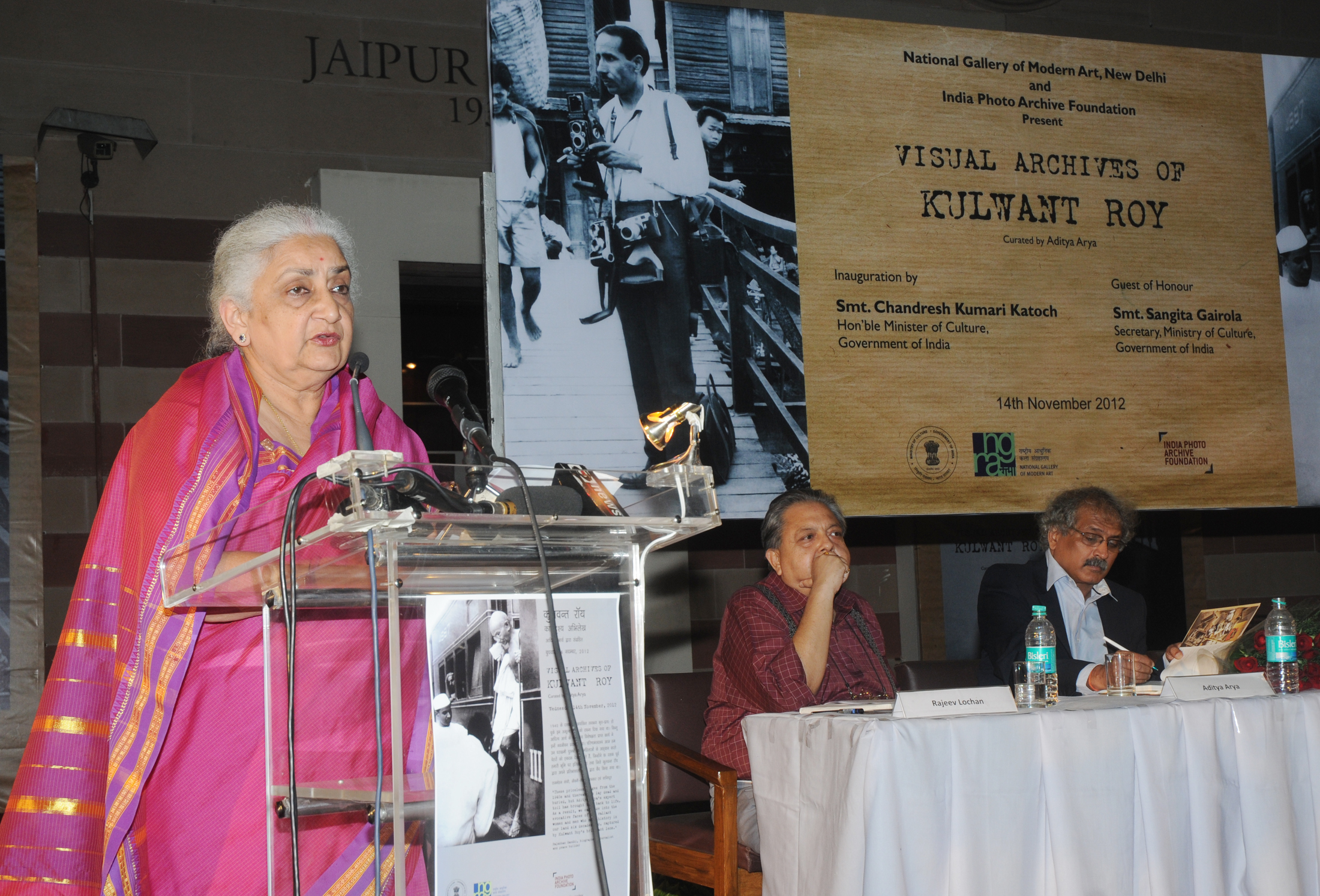
Ministryně kultury Chandresh Kumari Katochová při zahájení výstavy Visual Archives of Kulwant Roy v Novém Dillí dne 14. listopadu 2012.
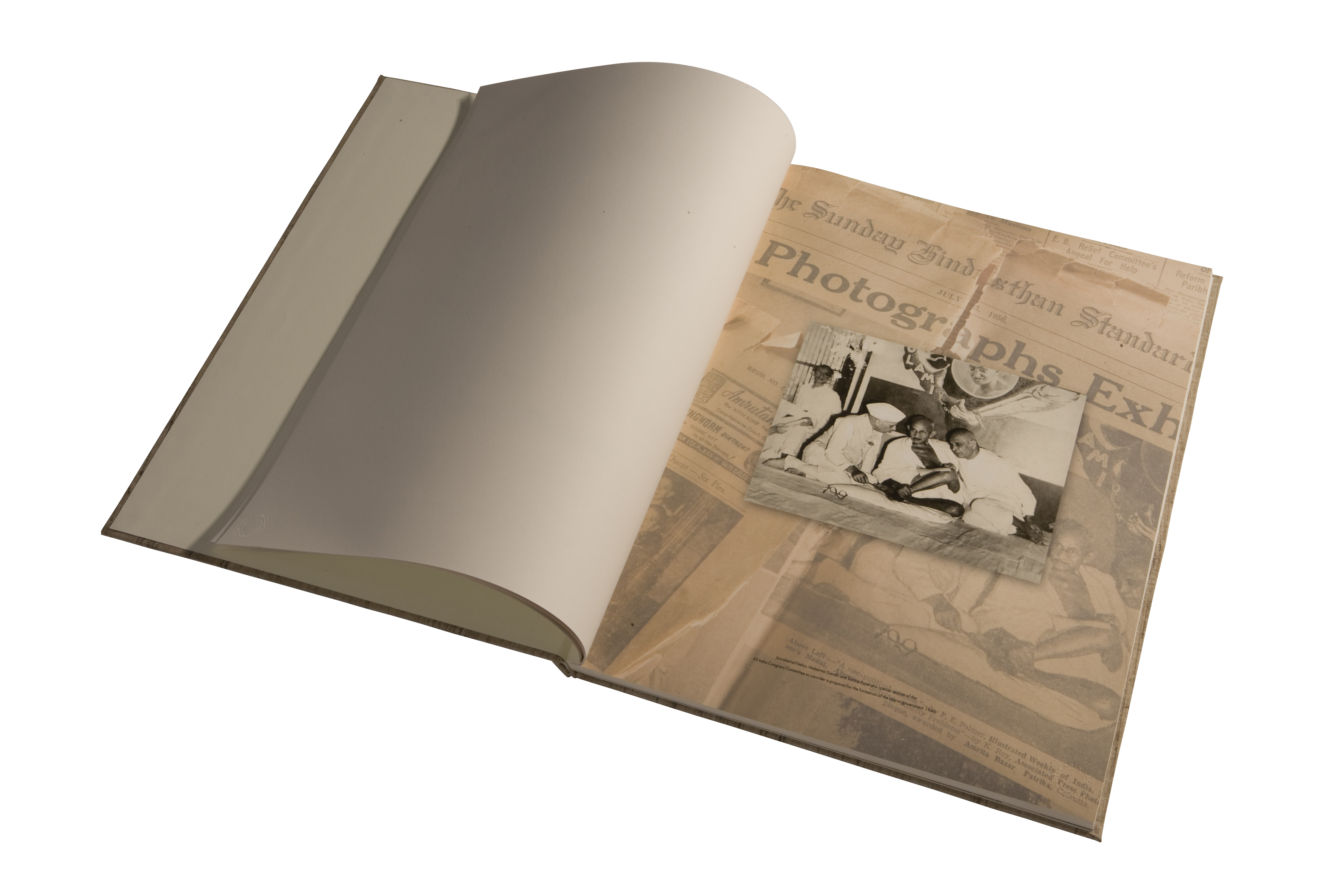
Visual Archives of Kulwant Roy- Gandhi Collection, vydáno bylo 200 kopií
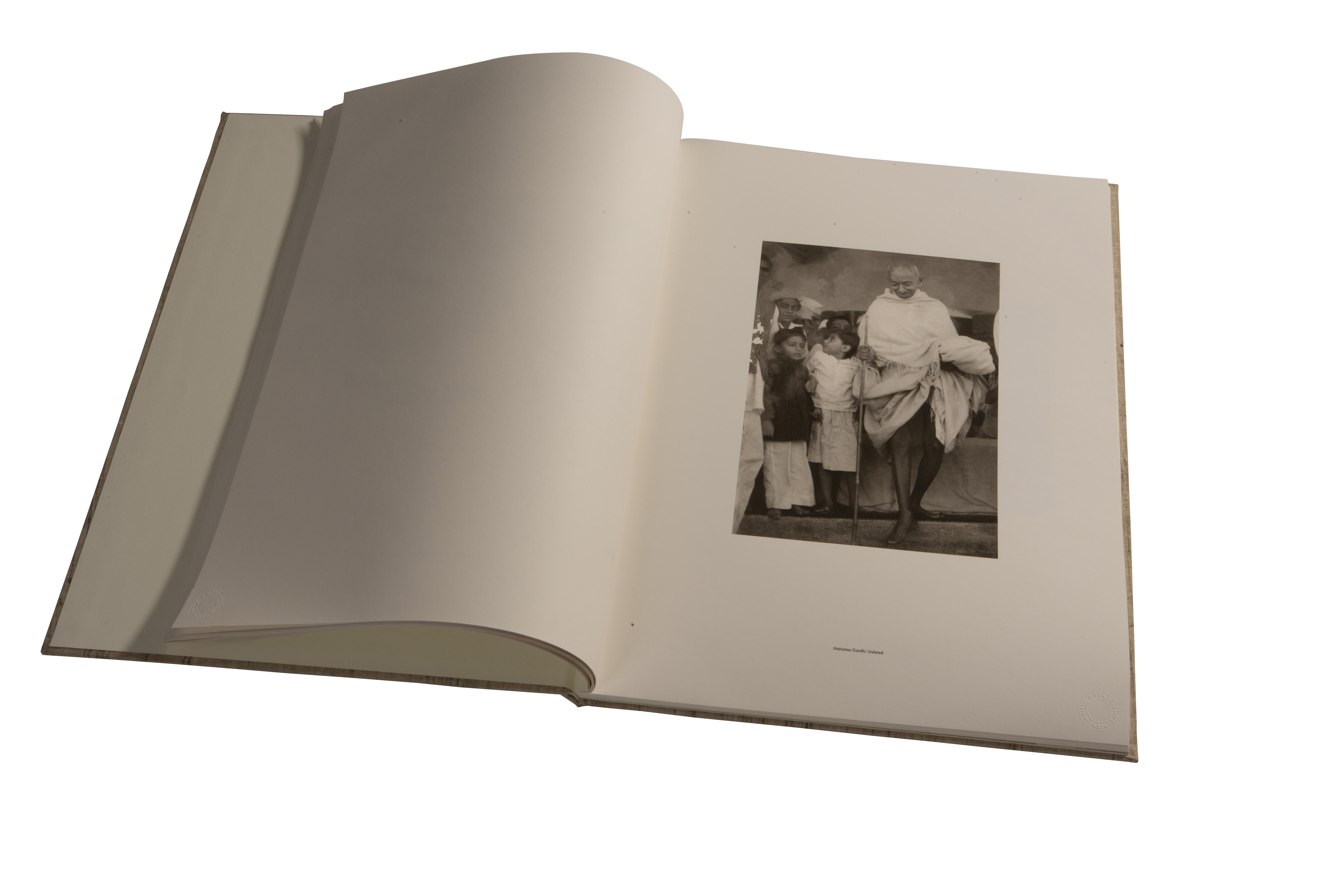
Visual Archives of Kulwant Roy- Gandhi Collection, vydáno bylo 200 kopií